# Tetraleurodes kunnathoorensis
Tetraleurodes kunnathoorensis és un hemípter del gènere Tetraleurodes de la família dels Aleiròdids.
L'espècie va ser descrita científicament per primera vegada per Regu & David el 1993.